# Jardines del Tepeyac
Jardines del Tepeyac är en ort i Mexiko.   Den ligger i kommunen San Pedro Ixtlahuaca och delstaten Oaxaca, i den sydöstra delen av landet, 400 km sydost om huvudstaden Mexico City. Jardines del Tepeyac ligger 1 680 meter över havet och antalet invånare är 103.
Terrängen runt Jardines del Tepeyac är kuperad åt nordväst, men åt sydost är den platt. Runt Jardines del Tepeyac är det tätbefolkat, med 570 invånare per kvadratkilometer. Närmaste större samhälle är Oaxaca de Juárez, 11,2 km öster om Jardines del Tepeyac. I omgivningarna runt Jardines del Tepeyac växer huvudsakligen savannskog.